# 玩具總動員瘋狂遊戲屋
玩具總動員瘋狂遊戲屋（Toy Story Midway Mania!，對外宣傳時簡稱：Toy Story Mania!）是一個在三間迪士尼樂園內的「4D電影」遊樂設施。設有此設施的樂園為：佛羅里達州的迪士尼好萊塢影城、加州的迪士尼加州冒險樂園，以及東京的東京迪士尼海洋。
這項遊樂設施是由華特·迪士尼幻想工程設計，並以迪士尼與皮克斯的《玩具總動員》系列為藍本。第一座玩具總動員瘋狂遊戲屋是在2007年1月於華特迪士尼世界舉行的記者會上對外公開。位於美國佛羅里達州的版本在2008年5月31日正式開幕，接著加州的版本在2008年6月17日啓用。日本版則是在2012年7月9日對外開放。

## 概念
樂園遊客戴上3D眼鏡後，乘坐旋轉車輛穿越美式嘉年華會風格的虛擬場景。每台車輛最多可乘坐8人，採用兩組背對背的四人座椅排列方式。年紀較小的兒童也可坐在成人的大腿上，並以安全欄杆固定腿部。

### 小遊戲
在練習關卡後，設施內包含了五種小遊戲關卡，每個關卡都至少有一個「彩蛋」，擊中後將會出現額外的目標或改變遊戲內容。全部的關卡分別為：
- 砸派練習亭（Pie Throw Practice Booth）：不計分的練習關卡
- 火腿蛋：扔擲雞蛋的遊戲，以《玩具總動員3》中的獨角獸「小奶油」（Buttercup）為主角
- 雷克斯與崔西的恐龍飛鏢（Rex and Trixie's Dino Darts）：扔擲飛鏢的遊戲
- 綠色軍人射擊營：丟擲棒球、打破盤子的遊戲
- 巴斯光年的飛行投擲員（Buzz Lightyear's Flying Tossers）：丟圈圈的遊戲
- 胡迪的Woody's Rootin' Tootin' Shootin' Gallery：丟擲吸盤的遊戲

每位遊客的分數都會顯示在車輛內的螢幕上，得分是以每個人使用玩具槍所發射的投影子彈所擊中的虛擬目標來計算。《玩具總動員》內的角色包括胡迪、巴斯光年、火腿、抱抱龍、犀莉等角色都會出現在遊戲過程中。
類似的技術也運用在許多迪士尼的其他遊樂設施中，包括DisneyQuest中的「神鬼奇航：海盜寶藏之戰」（Pirates of the Caribbean: Battle for Buccaneer Gold），以及數座巴斯光年遊樂設施中。根據迪士尼表示，這是華特·迪士尼幻想工程第一次同時位兩座樂園設計遊樂設施。
設施排隊動線旁都設有一個大型的蛋頭先生發聲機械動畫人偶，負責利用預錄好的對話與遊客互動。人偶能夠辨識觀眾群中的人物，並會唱歌與表演笑話。

## 技術
玩具總動員瘋狂遊戲屋是華特·迪士尼幻想工程所開發過技術最複雜的設施之一，設計與建造的成本耗資約8000萬美元。該公司在這項設施中首次使用了工業以太網路作為車輛控制系統。 許多控制系統的零件是來自迪士尼的贊助商西门子和惠普。
控制系統分為三個部分：第一部分負責控制設施車輛、第二部分負責控制小遊戲內容，第三部分則是控制設施內的特殊效果。每部車輛內的可编程逻辑控制器透過ProfiNET RT將車輛速度和位置無線傳回中央控制系統。接著中央控制再透過埋藏於軌道內的線路將指令傳回車輛上。這樣單向通訊的設計是為了增加安全性，而設施使用的無線網路也經過保護，能夠抗拒包括分散式阻斷服務攻擊在內的各種外界干擾。
設施內使用了超過150台個人電腦，56個遊戲螢幕背後都有一台運行Windows XP的惠普電腦，其他的電腦則是負責控制遊戲中的特殊效果。遊戲螢幕前有兩個追蹤裝置能將車輛的實際位置傳回遊戲控制系統，因此即使每次車輛的位置可能有小幅不同，也不會因此影響遊戲過程。其他的感應裝置能提供車輛面對的方向，這個數據是分析了車輛與遊戲螢幕之間的相對位置和車輛底盤的旋轉狀態兩項資料所得出。
共有三套子系統合作來處理任何意外情況。例如，如果其他車輛發生延遲或停滯（可能會在乘客上下車輛花費時間較長時發生），控制中心能夠通知個別的遊戲螢幕改為顯示不計分的練習關卡，所以遊客在等待恢復運轉的期間可以繼續進行射擊。此外，控制中心也能夠指示播放遊戲延遲的通知音效。
由於遊戲關卡是以電腦軟體為基礎，因此可以在無需耗費太大工程的情況下更動遊戲內容。在2010年4月，迪士尼宣布了以「雷克斯與崔西的恐龍飛鏢」（Rex and Trixie's Dino Darts）取代原有的「牧羊女寶貝的氣球爆破」（Bo Peep's Baaa-loon Pop）。這項變更在2010年5月21日完成。新的關卡加入了在2010年6月推出之《玩具總動員3》中的新角色。

## 名稱變化
此設施使用的英文名稱有「Toy Story Midway Mania!」和「Toy Story Mania!」兩種。設施本身的標示和部分園區內的指標使用前者，但在新聞稿、廣告、部分官方網站以及周邊產品上迪士尼則使用了後者。東京迪士尼海洋內也是使用後者的直接音譯。

## 外部連結
- Toy Story Mania! （页面存档备份，存于） - 迪士尼加州冒險樂園
- Toy Story Midway Mania! （页面存档备份，存于） - 迪士尼好萊塢影城
- 玩具總動員瘋狂遊戲屋 - 東京迪士尼海洋